# Kristoffer Borgli
Kristoffer Borgli (nascido em 1985) é um diretor de cinema e roteirista norueguês. Ele é conhecido por escrever e dirigir os filmes aclamados pela críticaSyk pike (2022), que estreou no Festival de Cannes, e Dream Scenario (2023), estrelado por Nicolas Cage.

## Início de Vida
Borgli nasceu em Oslo, Noruega.

## Carreira
O primeiro longa-metragem de Borgli foi o DRIB de 2017, "um documentário real baseado em uma bebida energética falsa".
Seu segundo longa-metragem, Syk pike de 2022, é uma história sobre um relacionamento, arte contemporânea e criação alternativa de identidade/personalidade.
Seu filme de 2023 Dream Scenario sobre um professor universitário comum que de repente alcança fama viral depois de aparecer nos sonhos de milhões de pessoas recebeu elogios generalizados da crítica e buzz-Oscar por seu ator principal Nicolas Cage. Ele não foi indicado.
Seus próximo projeto será The Drama, produzido pela A24 com Zendaya e Robert Pattinson nos papéis principais,

## Filmografia
| Ano  | Título         | Diretor | Roteirista | Editor | Notas           |
| ---- | -------------- | ------- | ---------- | ------ | --------------- |
| 2017 | DRIB           | Sim     | Sim        | Não    |                 |
| 2022 | Syk pike       | Sim     | Sim        | Sim    |                 |
| 2023 | Dream Scenario | Sim     | Sim        | Sim    |                 |
| TBA  | The Drama      | Sim     | Sim        | Sim    | Em pós-produção |